# 세라 맥브라이드
세라 맥브라이드(영어: Sarah McBride, 1990년 8월 9일 ~ )는 미국 민주당 소속의 정치인 겸 사회운동가로, 델라웨어주 제1지구 상원의원 당선자이다. 트랜스여성으로, 미국 역사상 최초의 트랜스젠더 상원의원 당선자이다.
2016년 7월, 2016년 미국 대통령 선거 민주당 전당 대회에서 연설자로 오르면서, 미국 역사상 최초로 주요 정당 전당 대회에서 연설을 한 최초의 트랜스젠더 인물이 되었다.

## 역대 선거 결과
| 선거명      | 직책명                         | 대수  | 정당   | 득표율  | 득표수    | 결과 | 당락                     |
| ----------- | ------------------------------ | ----- | ------ | ------- | --------- | ---- | ------------------------ |
| 2020년 선거 | 상원의원 (델라웨어 제1부)      | 151대 | 민주당 | 73.30%  | 16,865표  | 1위  | 델라웨어 주의원 당선     |
| 2022년 선거 | 상원의원 (델라웨어 제1부)      | 152대 | 민주당 | 100.00% | 13,204표  | 1위  | 델라웨어 주의원 당선     |
| 2024년 선거 | 하원의원 (델라웨어 광역선거구) | 119대 | 민주당 | 57.86%  | 287,830표 | 1위  | 델라웨어주 하원의원 당선 |